# Baie-de-la-Bouteille
Pour les articles homonymes, voir Bouteille (homonymie).
Baie-de-la-Bouteille est un territoire non organisé situé dans la municipalité régionale de comté de la Matawinie, dans la région administrative de Lanaudière, au Québec, au Canada.

## Géographie
Ce territoire couvre une superficie de 1 955,36 km2 presque entièrement en zone forestière. Le recensement de 2006 y dénombre cinq habitants.

## Toponymie
En Matawinie, les toponymes utilisant le terme "Bouteille" sont interreliés: le lac, la baie, le ruisseau et le barrage.
Son nom a été officialisé le 13 mars 1986 à la Banque des noms de lieux de la Commission de toponymie du Québec.

## Démographie
| 2001 | 2006 | 2011 | 2016 |
| ---- | ---- | ---- | ---- |
| 5    | 5    | 5    | 5    |